# Вейсеяй
Вейсеяй (лит. Veisiejai) — місто в Литви, за 19 км від міста Лаздияй. Місто-пам'ятка (з 1969 року). 

## Історія
Вейсяй згадується з 1501 року, 1525 року надано міські права, 1526 року побудувано першу церкву. З 17 ст. місто належало Масальським. 1885 року у місті мешкав Людвіг Заменгоф.
28 грудня 1956 отримав міські права. 2000 року був затверджений герб міста.

## Пам'ятки
- Церква Св. Юрія, 1775-1817 рік
- Садиба Вейсяй із парком.